# United Nations Assistance Mission for Rwanda
Die United Nations Assistance Mission for Rwanda, kurz UNAMIR I und UNAMIR II (deutsch Unterstützungsmission der Vereinten Nationen für Ruanda) waren zwei Missionen der Vereinten Nationen zur Durchsetzung des Arusha-Abkommens.
Sie zählt weitläufig zu den größten Fehlschlägen in der Geschichte der UN-Friedensmissionen, da sie den Völkermord in Ruanda im Jahr 1994 trotz vorheriger Warnungen nicht verhindert hat. Kritisiert wurde insbesondere das passive Verhalten, das restriktive Mandat, die Reduzierung der Einsatzstärken bei Ausbruch des Konflikts und das insgesamt zu gering bemessene Personal.

## Mandat
Das Mandat zu UNAMIR I umfasste gemäß der Resolution 872 (1993) des UN-Sicherheitsrats
- die Absicherung der Hauptstadt Kigali,
- die Überwachung des Friedensabkommens,
- die Einrichtung einer entmilitarisierten Zone und
- die Überwachung der Sicherheitssituation im Land.[1]

## Name
Der Vorschlag für diesen Namen stammt vom militärischen Leiter der Mission Generalmajor Roméo Dallaire. Obwohl die Abkürzung UNAMIR in einigen öffentlichen Auftritten von UN-Mitarbeitern als „Mission in Rwanda“ falsch ausgelegt wurde, betonte Dallaire unter anderem in seinem Buch Shake Hands with the Devil, dass ihm dieser sprachliche Unterschied bei der Namensfindung wichtig war.

## Organisation und Einsatzstärke
Der Einsatz wurde von der Hauptabteilung Friedenssicherungseinsätze (DPKO) des UN-Sekretariats geleitet. Leiter dieser Abteilung war zu der Zeit Kofi Annan (ebenfalls dabei: Iqbal Riza und Generalmajor Maurice Baril).
Die Missionen dauerten von Oktober 1993 bis März 1996. In der Zeit waren folgende Personen UNAMIR-Leiter:
- Jacques-Roger Booh-Booh (Kamerun): November 1993 bis Juni 1994
- Shaharyar M. Khan (Pakistan): Juli 1994 bis März 1996

Leiter des UN-Truppenkontingentes waren:
- Generalmajor Roméo Dallaire (Kanada): Oktober 1993 bis August 1994
- Generalmajor Guy Tousignant (Kanada): August 1994 bis Dezember 1995
- Brigadegeneral Shiva Kumar (Indien): Dezember 1995 bis März 1996

Zur Erfüllung der Mission standen den Leitern von UNAMIR I ursprünglich (bis April 1994) 2.217 Soldaten, 331 unbewaffnete Militärbeobachter (MILOB – Military Observer) sowie etwa 60 Polizisten und zivile Mitarbeiter zur Verfügung. Dieses Kontingent wurde hauptsächlich in der demilitarisierten Zone und in der ruandischen Hauptstadt Kigali zur Überwachung der Waffenruhe eingesetzt. Dabei stellte Bangladesch mit 942 Soldaten, Ghana mit 843 Soldaten und Belgien mit 440 Soldaten die größten Kontingente, nach der Ermordung der belgischen Soldaten wurde das belgische Kontingent abgezogen, sodass während des Genozids nur schlecht ausgebildete Truppen aus Ghana und Bangladesch anwesend waren. Insgesamt waren 24 Nationen beteiligt, darunter auch Deutschland (s. u.). Einen Hauptteil des Kontingentes stellte somit das belgische Militär. Dies stellte ein großes Problem dar, da insbesondere extremistische Kräfte in Ruanda in ihnen keine UN-, sondern eine Kolonialarmee sahen.
Nach Ausbruch der Unruhen im April 1994 wurde durch UNAMIR II die Anzahl der Soldaten vor Ort auf offiziell 270 verringert.
Im Verlauf der gesamten Mission verloren 27 Angehörige von UNAMIR – 22 Soldaten, drei militärische Beobachter, ein Polizist und ein einheimischer Mitarbeiter – ihr Leben.

## Geschichte

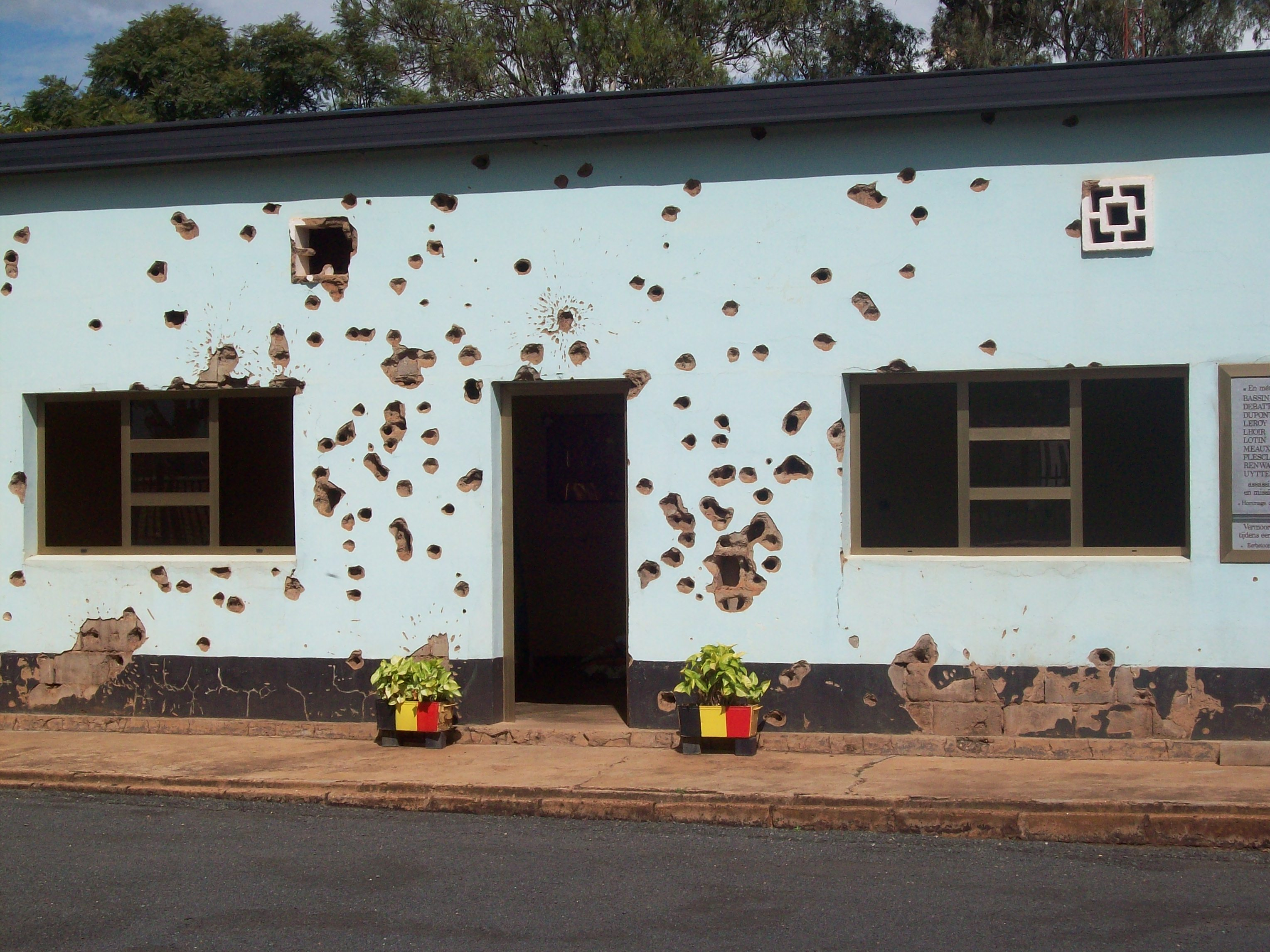
Gedenkstätte in Kigali für die im Rahmen von UNAMIR getöteten Blauhelmsoldaten

Als Fehler des Arusha-Friedensabkommens wird gelegentlich betrachtet, dass keine Aussage über die zukünftige Behandlung der damals regierenden Hutu-Elite getroffen worden war (z. B. in Form einer Amnestie). So konnte sich die politische Führung der Hutu-Hardliner nicht sicher sein, nach dem Machtwechsel straffrei zu bleiben, und hielt möglichst lange an ihrer Macht fest. Sie unterminierte den Friedensprozess, der vorsah, ihre Macht deutlich zu beschneiden. Teile der Hutu-Extremisten bildeten verschiedene Milizen wie die Interahamwe sowie die Impuzamugambi und betrieben den Hassradiosender Radio Television Libre des Mille Collines (RTLM).
UNAMIR war eine friedenserhaltende Mission nach Kapitel 6 der Charta der Vereinten Nationen. Im Gegensatz zu einer friedenserzwingenden Kapitel-7-Mission wie zum Beispiel in Somalia 1993 handelte es sich um eine rein defensive Operation. Trotzdem sahen die Regeln für den Kampfeinsatz (Rules of Engagement) bei dieser Mission vor, dass bei Verbrechen gegen die Menschlichkeit Waffengewalt durch die UN-Truppen ausgeübt werden könnte, um diese zu unterbinden.
Als der Massenmord einsetzte, wurde den Blauhelmen vom DPKO jegliche Anwendung von Waffengewalt verboten. Es war ihnen lediglich erlaubt, sich selbst zu verteidigen.
Am 6. April 1994 wurde das Flugzeug von Präsident Habyarimana gegen 20:30 Uhr beim Landeanflug auf den Flughafen von Kigali abgeschossen. Damit begann faktisch der Völkermord in Ruanda. Bereits kurze Zeit später wurden von der Präsidentengarde Straßensperren errichtet und gegen 21:30 Uhr wurde die UNAMIR bereits in höchste Alarmbereitschaft versetzt.
Versuche der UNAMIR am 7. April den Absturzort zu inspizieren wurden verhindert und die UNAMIR-Patrouille entwaffnet und am Flughafen festgehalten. Weiterhin erhielt die UNIMAR nach dem Absturz zahlreiche Anfragen von ruandischen Ministern und anderen Politikern, die um Schutz ersuchten.

### Ermordung von Premierministerin Agathe Uwilingiyimana und zehn Blauhelmsoldaten

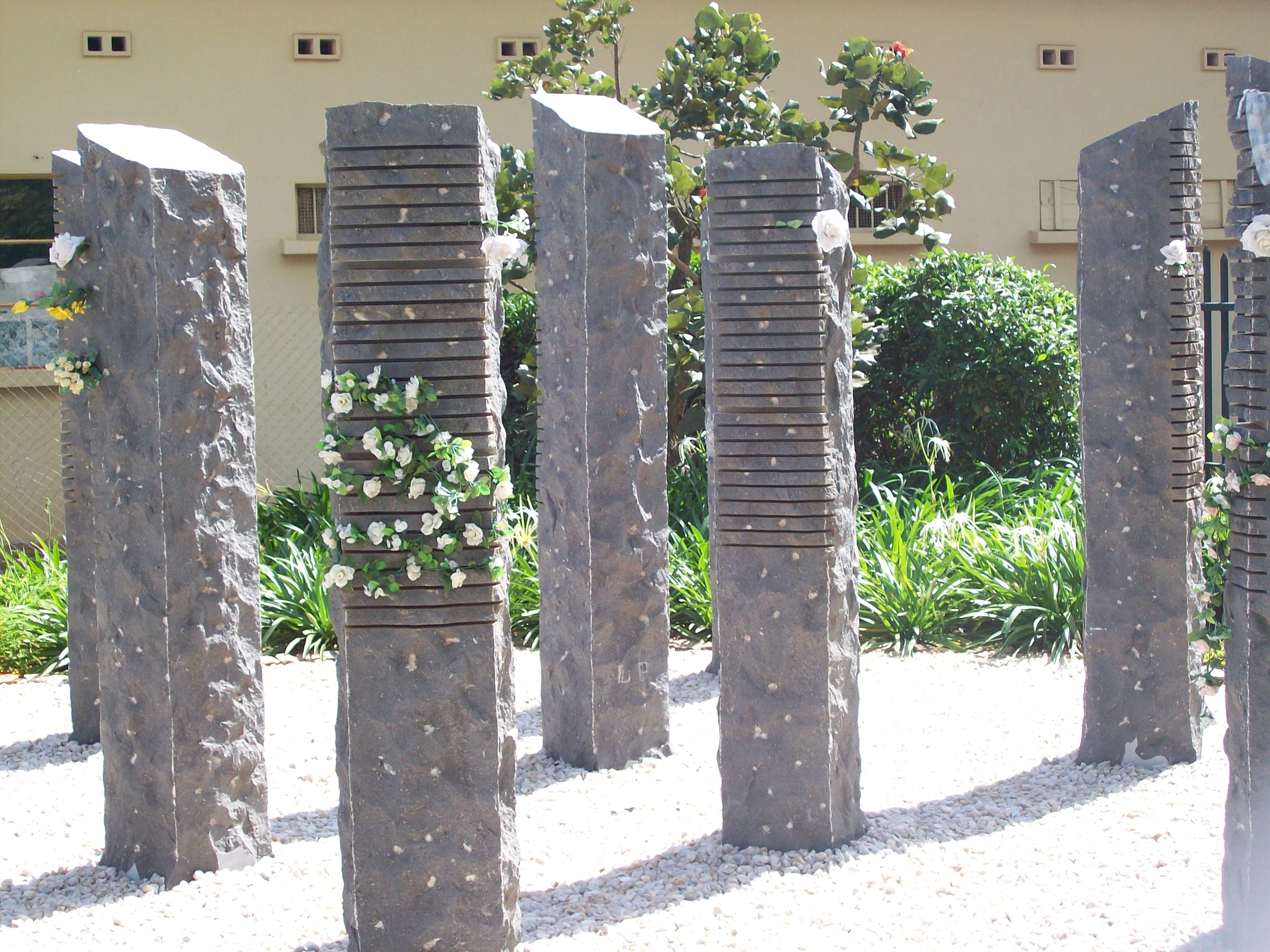
Gedenkstätte für die 10 Belgischen Blauhelmsoldaten im Kamp Kigali

Zu den ersten Opfern gehörte Premierministerin Agathe Uwilingiyimana, die gemäß der Verfassung nach dem Präsidenten das zweithöchste Staatsamt bekleidete. Ghanaische und belgische Angehörige der UNAMIR, die zu ihrem Schutz abgestellt waren, konnten ihre Ermordung nicht verhindern.
Um die Ruhe im Land wiederherzustellen, vereinbarte der UN-Kommandant Roméo Dallaire mit der ruandischen Premierministerin, dass sie am Tag nach dem Anschlag im Radio-Ruanda-Radio an die Bevölkerung sprechen und dazu von einem Kontingent belgischer Blauhelme geschützt werden würde.
Der Kommandeur des belgischen Kontingents hatte dazu Leutnant Thiery Lotin mit 9 weiteren belgischen Soldaten und vier Geländewagen mit nur leichter Bewaffnung zum Anwesen von Uwilingiyimana befohlen. Die Soldaten erreichten das Anwesen bereits in der Nacht gegen zwei oder drei Uhr.
Am 7. April gegen 6:55 Uhr wurden die Blauhelmsoldaten in der Residenz des Premierministers von etwa zwanzig schwer bewaffneten ruandischen Soldaten und Mitgliedern der Präsidentengarde umzingelt. Die ruandischen Soldaten forderten die Belgier auf, ihre Waffen niederzulegen, welche aber ablehnten.
Unterdessen gelang es Agathe Uwilingiyimana, die die spätere Gefahr wohl vorausgesehen hatte, mit Ehemann und fünf Kindern zu fliehen und sich in der Nähe, auf dem Geände des United Nations Volunteer (UNV) Programms, zu verstecken. Eine bewaffnete Eskorte der UNAMIR, die auf das Hilfeersuchen des UNV zur Rettung von Agathe Uwilingiyimana entsandt wurde, wurde unterwegs aufgehalten und kam nie am UNV-Gelände an. Sie wurde noch am Vormittag von Mitgliedern der Präsidentengarde in ihrem Versteck entdeckt und zusammen mit ihrem Ehemann und zwei weiteren Männern ermordet. Ihre Kinder konnten sich weiterhin versteckt halten und wurden später von Mbaye Diagne, einem senegalesischen Blauhelmoffizier, gerettet.
Um die Situation zu entschärfen willigten die Belgier nun doch ein ihre Waffen abzugeben. Sie wurden gefangen genommen und von ruandischen Militärs ins Camp Kigali gebracht.
Dort angekommen konnte Leutnant Lotin noch mit einem geliehenen Telefon bei der UNAMIR die kritische Situation schildern und um Hilfe ersuchen, dennoch wurden die Blauhelme später von einem wütenden Mob ruandischer Soldaten unter anderem mit Eisenstangen und Steinen angegriffen, worauf je nach Quelle 4 bis 6 Soldaten verstarben. Den übrigen Soldaten gelang es sich in einem Gebäude auf dem Gelände zu verschanzen, wo sie von außen unter Beschuss gerieten. Im weiteren Verlauf des Gefechtes gelang es den belgischen Soldaten noch einen Angreifer zu töten und mit dessen Waffe das Feuer zu erwidern, dennoch starben auch die restlichen belgischen Soldaten nach einem mehrere Stunden andauernden Gefecht, wobei sie sogar mit Granaten angegriffen worden waren.
Laut dem damaligen militärischen Leiter der Mission Generalmajor Dallaire nahmen sich die Extremisten bewusst die belgischen Soldaten vor, um Angst zu verbreiten. Sie wussten, dass westliche Nationen nicht den Mut und nicht den Willen aufbringen, bei Friedenseinsätzen Verluste hinzunehmen und abziehen würden, genau wie die Amerikaner in Somalia, die ihre Truppen erst kurz vorher (Ende März 1994) von dort abgezogen hatten. Laut Dallaire wäre ein militärisches Einschreiten zur Hilfe der Blauhelmsoldaten aufgrund der Gefahr von weiteren hohen Verlusten und den nicht vorhandenen militärischen Ressourcen nicht möglich gewesen.
Am selben Tag wurden weitere von der UNAMIR beschützte Politiker angegriffen, so der Vize-Präsident der Liberal Party (PL) und gleichzeitig Minister für Arbeit und Soziale Angelegenheiten, Landoald Ndasingwa, der zusammen mit seiner Familie (eine Frau und zwei Kinder) erschossen wurde, bevor seine Schutzwache unter anrückender Übermacht geflohen war.
Ebenfalls traf es Joseph Kavaruganda, Präsident des ruandischen Verfassungsgerichts, welcher verschleppt und später getötet wurde und den früheren Außenminister Boniface Ngulinzira, welcher erschossen wurde.

### Weiterer Verlauf
Die Ermordung der belgischen Blauhelmsoldaten führte in der Tat anschließend dazu, dass große Truppenteile der UN-Mission abgezogen wurden.
Im späteren Verlauf der Krise kam es durch die UN-Resolution 929 vom 22. Juni 1994 (UNAMIR II) zu einer Intervention durch eine vorwiegend aus französischen Truppen bestehende Kapitel-7-Mission, die als Opération Turquoise bezeichnet wurde. Deren Aufgabe war es, eine mögliche humanitäre Katastrophe zu verhindern. Da die Franzosen den Regierungstruppen zuvor militärische Berater zur Verfügung gestellt hatten, ergaben sich Konflikte mit der RPF.
Die Mission, die nun als UNAMIR II bezeichnet wurde, weil neue Kontingente eintrafen, scheiterte. Zwar wurden die wenigen Überlebenden der an der Übergangsregierung beteiligten Politiker wieder in den politischen Prozess eingebunden und eine neue Regierung mit dem politischen Leiter der RPF Pasteur Bizimungu als Präsidenten geschaffen, eine Gleichbehandlung aller Ruandi blieb jedoch lange Zeit illusorisch. Zudem konnte die UNO-Truppe den Völkermord, dem nach je nach Schätzung zwischen 500.000 und 1.000.000 Menschen zum Opfer fielen, nicht verhindern.
Die Politiker der westlichen Welt und in den UN mieden die Verwendung des Wortes Völkermord (Genocide), um das Vorgehen der Täter zu beschreiben, sie sprachen stattdessen von Akten von Völkermord oder ethnischen Säuberungen. So konnten sie die UN-Regeln umgehen, die ein sofortiges Eingreifen der Gemeinschaft bei einem Völkermord vorsehen.

## Deutsches Kontingent für die UNAMIR
Von 18. Juli bis 31. Dezember 1994 beteiligte sich auch die Luftwaffe der Bundeswehr mit einer Luftbrücke an der UN-Mission UNAMIR II. Hierzu waren 30 Luftwaffensoldaten im Einsatz, die 80 Einsatzflüge mit einem Flugzeug vom Typ Boeing 707 und 208 Einsatzflüge mit zwei Transportflugzeugen vom Typ Transall C-160 flogen. Die Luftbrücke von Nairobi (Kenia) und Johannesburg (Südafrika) nach Goma und Kigali diente der Versorgung ruandischer Flüchtlinge mit Material, Geräten und Zelten.
Des Weiteren kam es zu einem Einsatz von insgesamt 15 deutschen Polizeibeamten aus Rheinland-Pfalz. Diese wurden bei der Polizeikomponente der UNAMIR, der CIVPOL (Civilian Police) eingesetzt. Hauptaufgabe war das Überwachen der Entwicklung des Friedensprozesses in polizeilichen und humanitären Fragen zum Beispiel die Lage in den extrem überfüllten Gefängnissen. Die Tatsache, dass das Bundesland Rheinland-Pfalz sich hier engagiert hatte, stellt ein Novum dar und ist damit zu begründen, dass eine enge Partnerschaft (sogenannte Graswurzelpartnerschaft; zum Beispiel eine Schule in Rheinland-Pfalz unterstützt konkret eine bestimmte Schule in Ruanda) zwischen dem Bundesland und Ruanda seit 1983 bestand. Die rheinland-pfälzischen Beamten wurden in Ruanda von Januar 1995 bis Dezember 1995 eingesetzt. In dieser Zeit kam es auch zu Massakern im Flüchtlingslager von Kibeho im Süden von Ruanda, bei denen rund 5000 Tote zu beklagen waren.